# Monika Stankovianska
Monika Stankovianska est une joueuse slovaque de volley-ball née le 26 novembre 1986 à Liptovský Hrádok. Elle mesure 1,90 m et joue au poste d'attaquante. 

## Clubs
| Club                    | De        | À         |
| ----------------------- | --------- | --------- |
| ŠOG Nitra               | 2001-2002 | 2004-2005 |
| VTC Pezinok             | 2005-2006 | 2005-2006 |
| VK Královo Pole         | 2006-2007 | 2006-2007 |
| UKF Nitra               | 2007-2008 | 2011-2012 |
| VK Doprastav Bratislava | 2012-2013 | 2013-2014 |
| Quimper Volley 29       | 2014-2015 | 2015-2016 |
| UKF Nitra               | 2016-2017 | …         |

## Palmarès
- Championnat de Slovaquie
  - Vainqueur : 2014.
  - Finaliste : 2013.
- Coupe de Slovaquie
  - Vainqueur : 2014.
  - Finaliste : 2006, 2013, 2017, 2018.
- Coupe de République tchèque
  - Finaliste : 2007.
- Coupe de Tchécoslovaquie
  - Vainqueur : 2007.
- Championnat de République tchèque
  - Vainqueur : 2007.